# Барвінківській бій (1918)

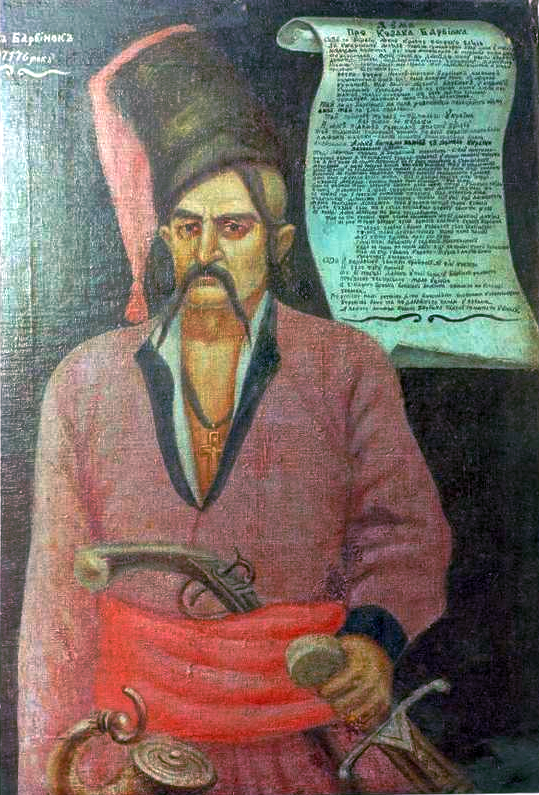
Засновник міста Барвінкове — соратник Богдана Хмельницького Іван Барвінок.

 Барвінківській бій  — між українськими і німецькими, з одного боку, і комуно-московськими, з іншого боку, військами за місто Барвінкове ( тепер Харківської обл. ), що відбувся 18-19 квітня 1918 року під час Донецького походу Армії УНР. 

## Сили сторін
З українського боку в бою брали участь 3-й Гайдамацький піший полк ( командир — Володимир Сікевич ) і 4-й Запорозький полк ім. Богдана Хмельницького ( командир — Олександр Шаповал ), що складали Слов'янську групу Окремої Запорозької дивізії Армії УНР, а також німецька 2-га кавалерійська дивізія ( начальник — генерал-майор Карл-Леопольд фон дер Гольц ).

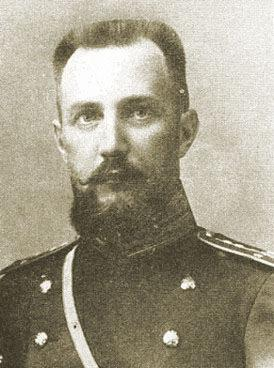
Сікевич Володимир Васильович

З комуно-московського боку в бою брали участь частини так званої «3-ї армії» ( командувач — Петро Лазарєв ).

## Перебіг подій
Перед боєм о 3-й годині ночі 15 квітня «ленінській» батальйон «3-ї армії» пішов від Бантишева в наступ на Барвінкове, де стояли передові німецькі підрозділи, і здобув його. Батальйоном було взято у полон 120 німецьких кавалеристів. Ввечері 16 квітня московські війська вже посіли смугу Новодонецький-Барвінкове-Явленська. Просунутись далі їм не вдалося.
18 квітня зранку почався протинаступ українських і німецьких військ на Барвінкове. Гайдамаки наступали вздовж залізниці, а німецька кіннота мала обійти лівий край московських становищ через Богодарове і вдарити на Барвінкове з півдня. Проте німцям не пощастило. Близько 10-ї години ранку у Богодарові на них від Некремінного вдарив 1-й «соціалістичний» батальйон. Німцям вдалося потіснити його, але їм з правого краю від Трудолюбівки вдарив 1-й «совєтскій» батальйон. Німці почали відступати і потрапили під перехресний вогонь московських гармат. Богодарове було цим гарматним вогнем знищене. Ворог зайняв Богодарове, Єлканську, Миколаївку і Ново-Богданівку, а від Барвінкова просунувся до хутора Іванівського. Перша спроба відбити Барвінкове виявилася невдалою.
19 квітня зранку наступ українських та німецьких військ поновився за тим самим задумом, що й попередній. За даними московських джерел, у наступі взяло участь до 4000 піхоти, 3 кавалерійських полки, 2 кінних полки розвідників, 3 легкі батареї, 3 важкі батареї і 6 автопанцерників. Під час бою полонених не брали.

## Результат бою
Барвінкове було здобуто і ворог побіг на Слов'янськ. «Ленінський» батальйон що боронив станцію, загинув майже повністю. Ворога допомагали переслідувати 6 українських автопанцерників. У бою загинуло 9 козаків, яких було поховано у братській могилі в Барвінкові. 52 козаки і 7 старшин дістали поранення.

## Вшанування пам'яті
20 квітня 2018 року, видавництво «Стікс» видало книгу Сергія Коваленка «Похід запорожців на Донбас і Крим: рік 1918», в якій описано перебіг бою. Проект профінансовано коштом Владислава Поповича, після перемоги в Європейському Суді з Прав Людини.